# Mehovci
Mehovci je naseljeno mjesto u sastavu općine Čelinac, Republika Srpska, BiH.

## Stanovništvo
| Mehovci            |              |
| godina popisa      | 1991.        |
| Srbi               | 70 (26,32%)  |
| Hrvati             | 0            |
| Muslimani          | 196 (73,68%) |
| Jugoslaveni        | 0            |
| ostali i nepoznato | 0            |
| ukupno             | 266          |